# Jardin espagnol
Le jardin espagnol ou hispano-mauresque est un type d'aménagement paysager typique des jardins islamiques, c'est-à-dire héritier des jardins persans et byzantins. L'influence byzantine de l'ancienne Bétique est particulièrement marquée, mais on retrouve aussi l'influence wisigothique.
À l'époque de l'âge d'or de la civilisation arabo-musulmane (XIIe siècle) , les jardins arabo-andalous se veulent être l'évocation du paradis sur terre, la représentation d'un monde idéal. Ils manifestent une maitrise du génie hydraulique (en des régions où celle-ci est rare), d'où la distribution de celle-ci facilitée et organisée selon un plan cruciforme. Au centre du jardin convergent quatre canaux figurant les quatre fleuves du Paradis.

## Galerie

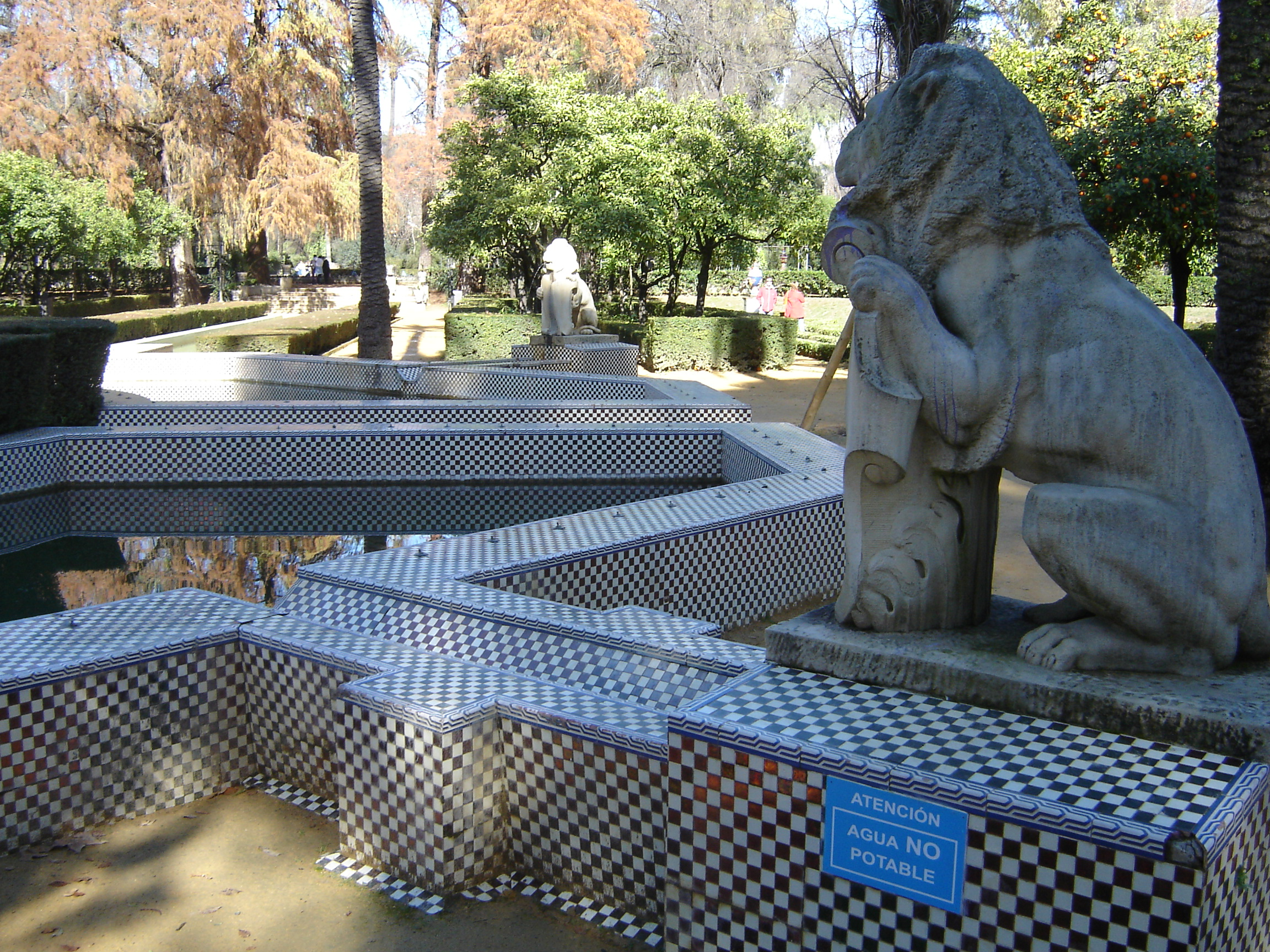
Jardin de Mª Luísa a Seville
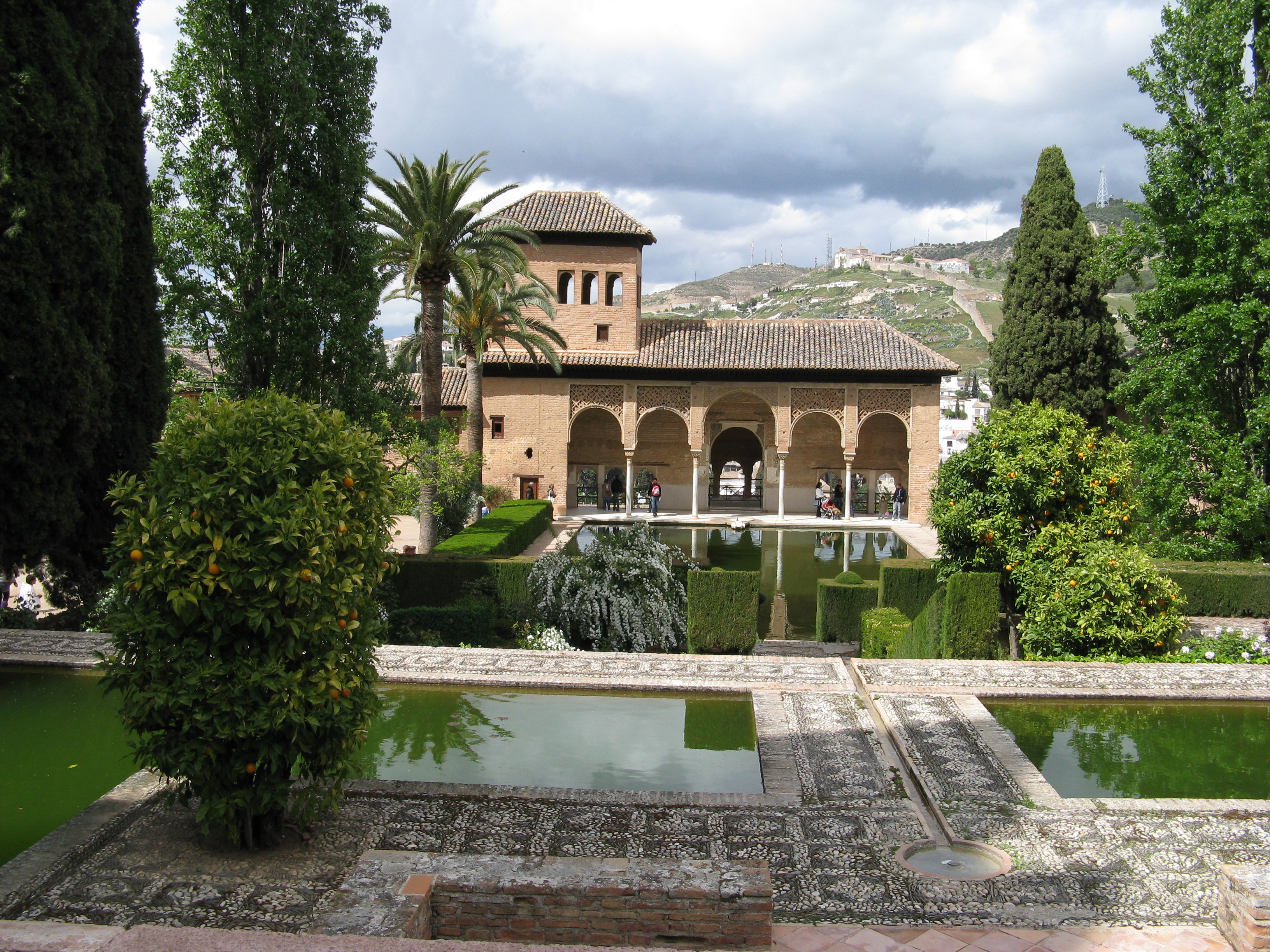
Jardín de l'Alhambra
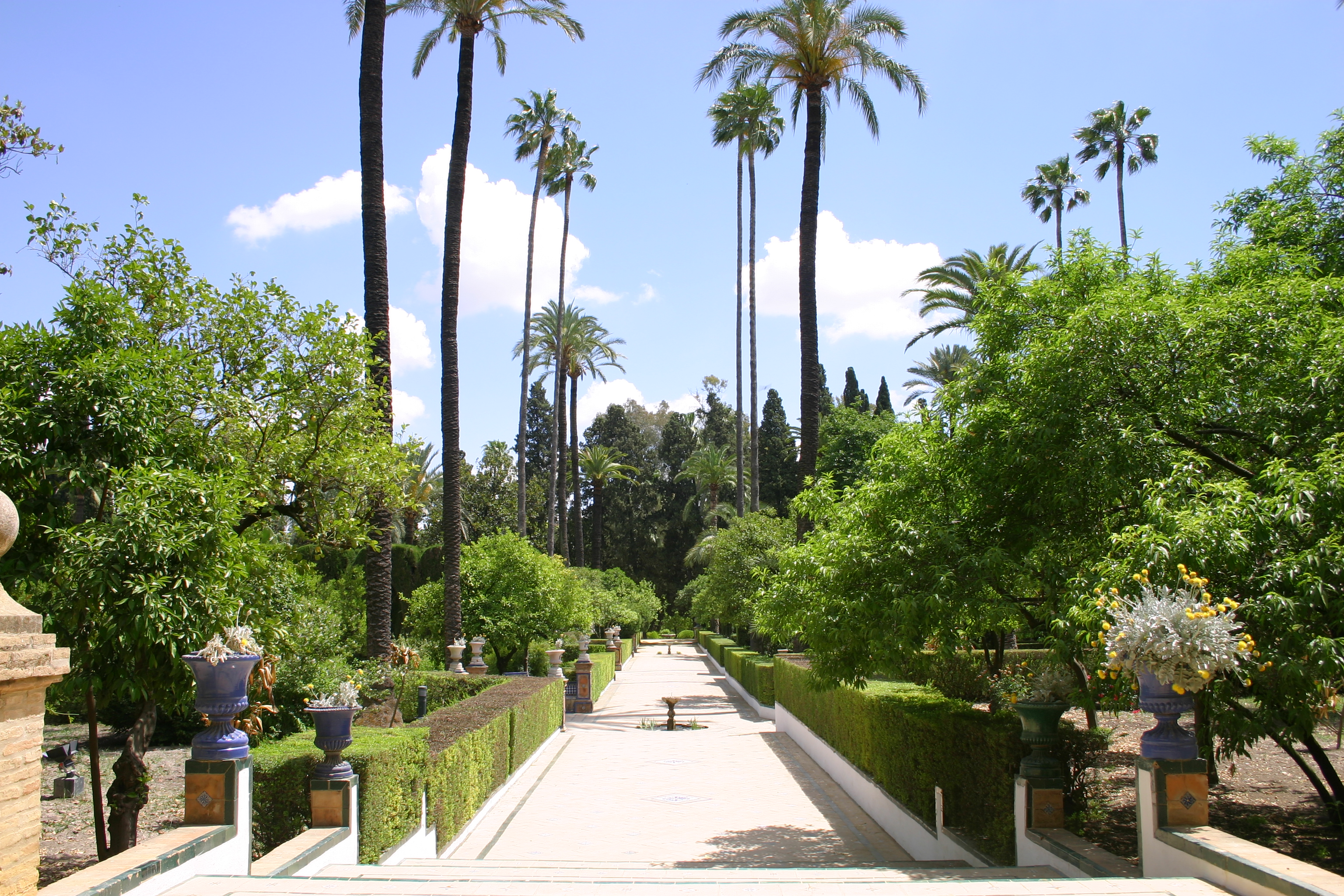
Jardin de l'Alcazar à Seville
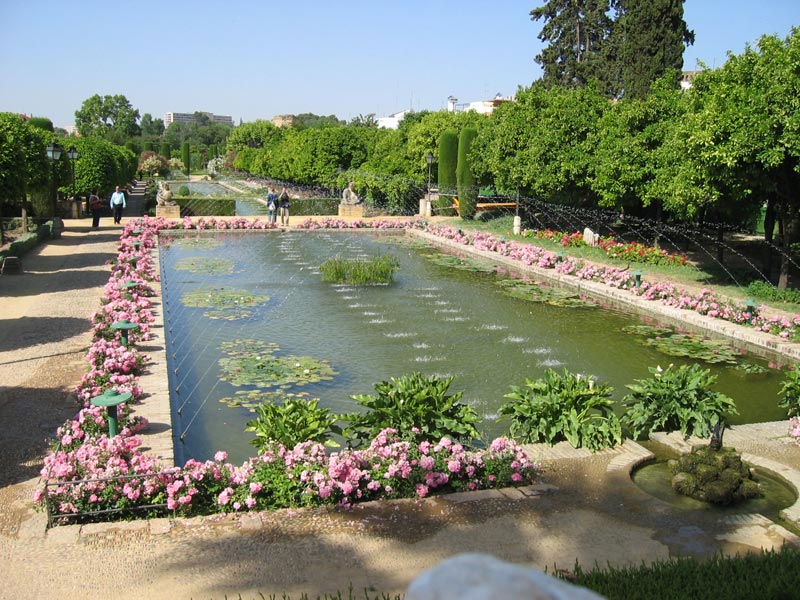
Jardin de l'Alcázar à Cordoue
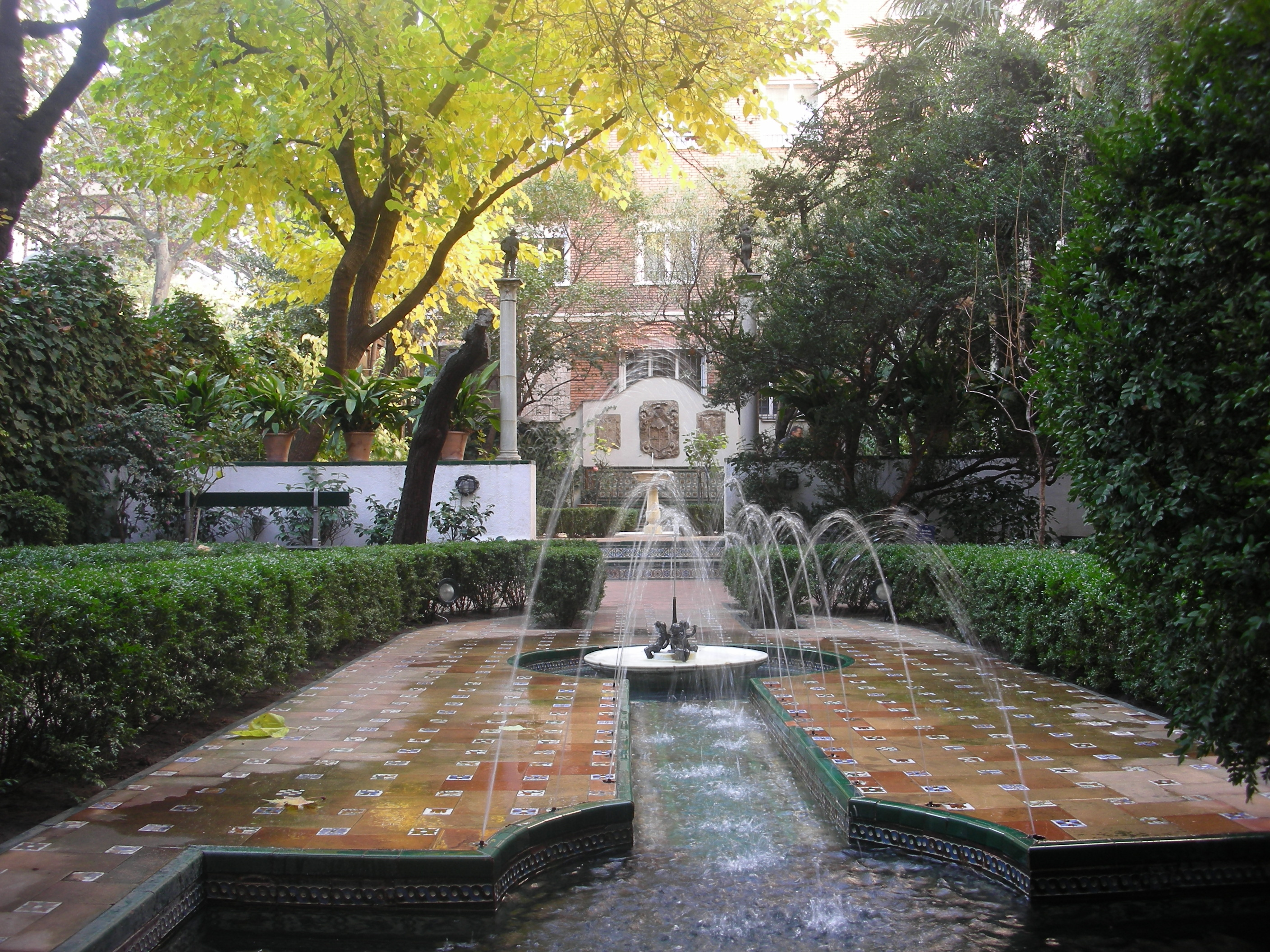
Jardin du Musée Sorolla à Madrid
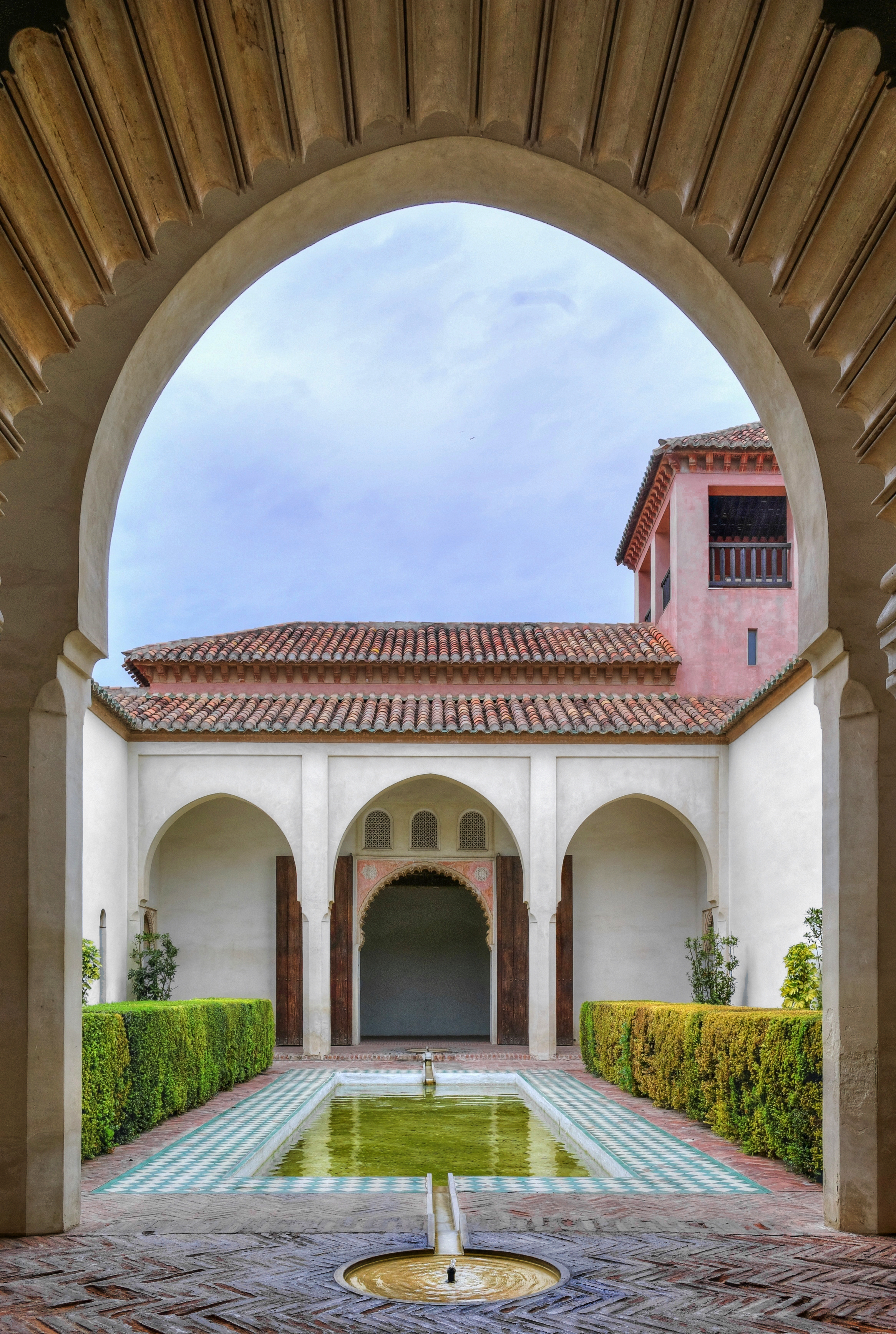
Jardin de l'Alcazaba à Málaga
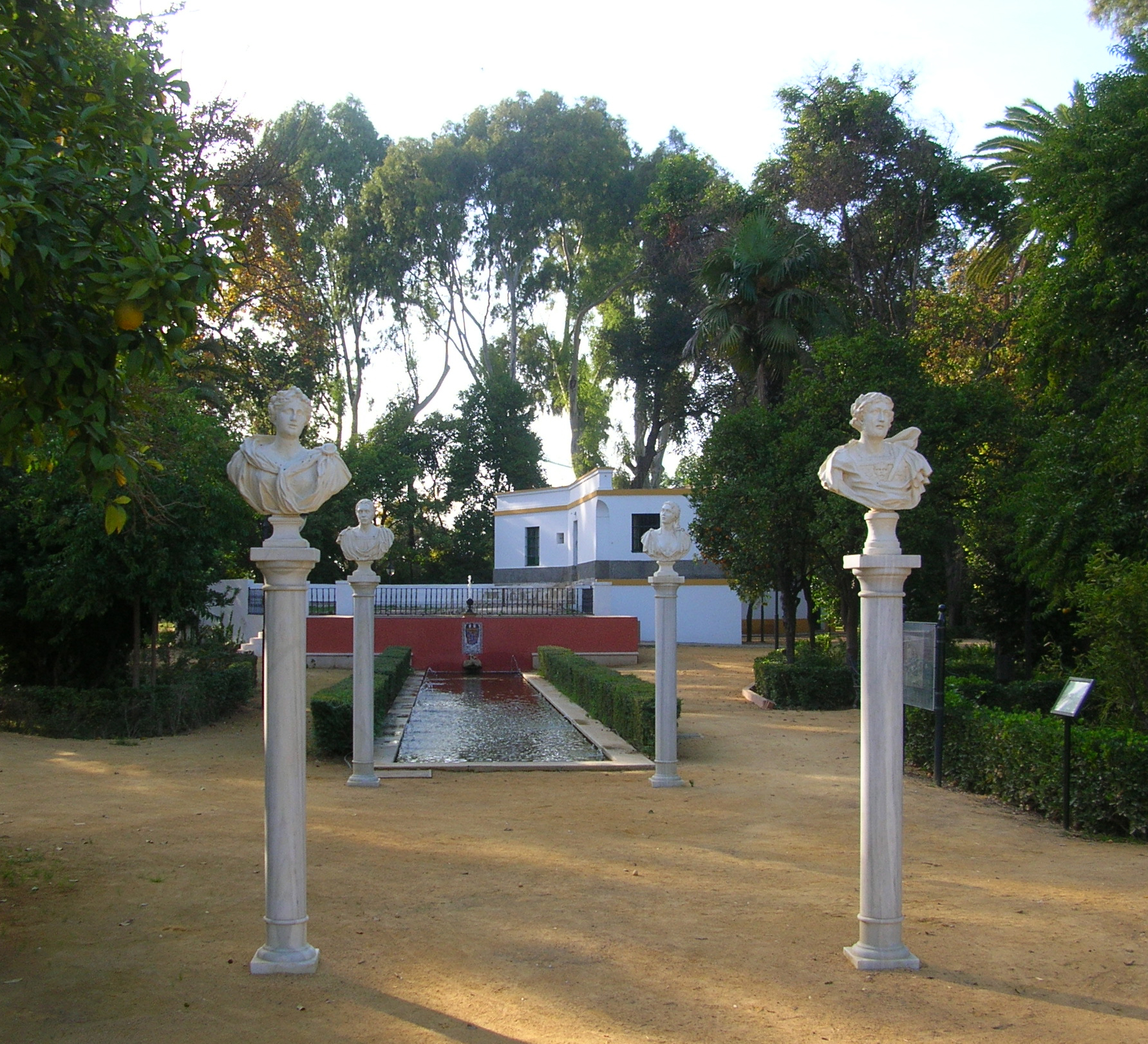
Jardin "de las Delicias" à Seville
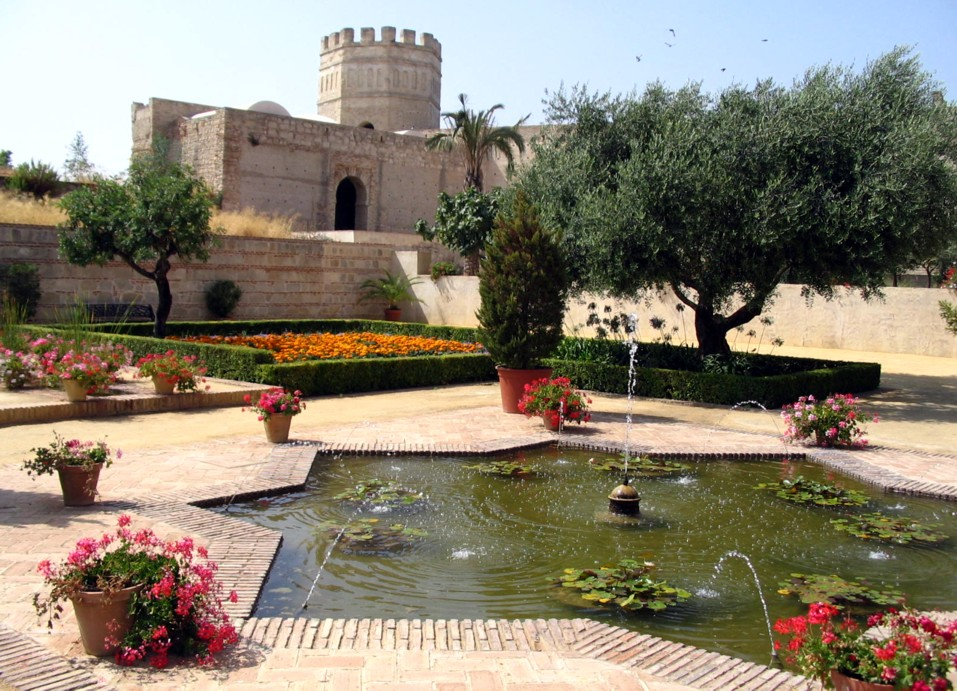
Jardin de l'Alcázar à Xérès
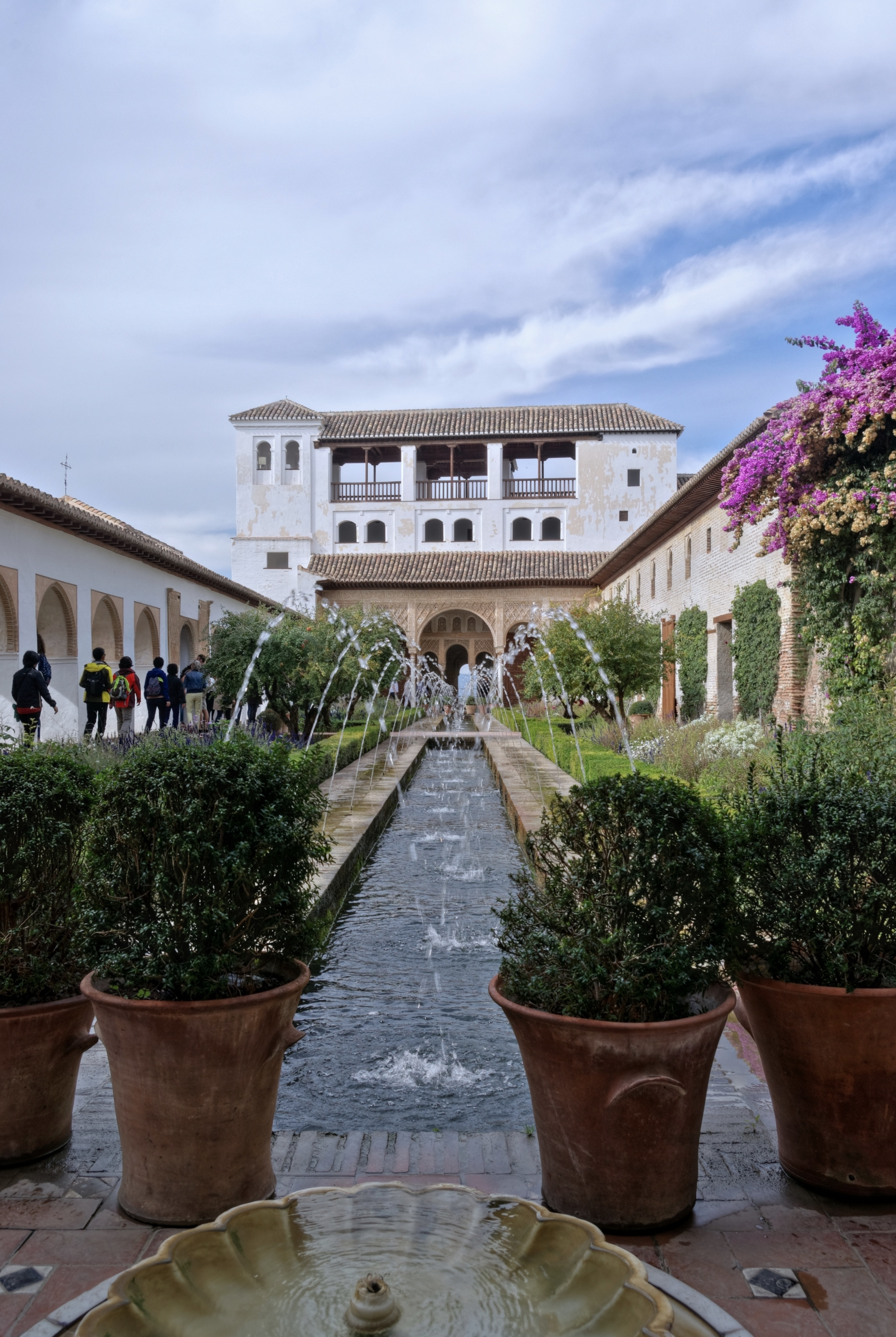
jardín du Generalife à Grenade